# Brachys ingae
Brachys ingae es una especie de escarabajo barrenador metálico del género Brachys, categorizada en la tribu Trachyini, de la subfamilia Agrilinae.

## Taxonomía
Fue descrita científicamente por Kogan en 1964.
Tratamiento taxonómico
La especie aparece registrada y publicada en Notas biológicas e descrição de uma nova espécie do gênero Brachys Solier, 1833, minadora de fôlhas de Inga sessilis (Coleoptera, Buprestidae). Revista Brasileira de Biología 24(4):393-404. (1964).